# Mozilla Sunbird
A Mozilla Sunbird (magyarul: „Nektármadár”) egy fejlesztés alatt lévő, ingyenesen használható, nyílt forráskódú naptár-szoftver, melyen a Mozilla Alapítvány dolgozik. A Sunbird a lezárt fejlesztésű Mozilla Calendar Extension folytatása önálló alkalmazásként. A fejlesztést 2003 júliusában jelentették be.
Hasonlóan a Mozilla által fejlesztett szoftverekhez, a Sunbird is számos operációs rendszeren futtatható, így Windows, Linux és Mac OS X rendszereken.
A Sunbirddel párhuzamosan folyt testvérprojektjének, a Lightning-nak a fejlesztése is, mely a Mozilla Thunderbird levelező-kliens egyik kiterjesztése. A fejlesztés azonban 2010-ben véget ért, hogy a Lightning fejlesztésével tudjanak foglalkozni.

## Funkciók
A Sunbird SQLite-ra épülő rendszert használ a naptáradatok tárolására és képes importálni az iCal szabványú fájlokat.

## Külső hivatkozások
- Mozilla Sunbird
- Mozilla Sunbird fejlesztői blog Archiválva 2008. április 16-i dátummal a Wayback Machine-ben